# Ilija Mitic
Ilija Mitic (nacido el 29 de julio de 1940 en Belgrado) es un exfutbolista profesional. Fue una estrella de la North American Soccer League, siendo el 7° máximo goleador de la historia con 239 puntos en 166 partidos, incluyendo 101 goles.